# Koko (keizer)
Keizer Kōkō (光孝天皇, Kōkō-tennō, 830 – 26 augustus 887) was de 58e keizer van Japan volgens de traditionele opvolgvolgorde. Hij regeerde, gemeten volgens de Japanse kalender, van de 4e dag van de 2e maand van Gangyō 8 (884) tot aan zijn dood.

## Genealogie
Voordat Kōkō de troon besteeg, was zijn persoonlijke naam (imina) Tokiyasu Shinnō (時康親王).
Tokiyasu Shinnō was de derde zoon van keizer Ninmyo. Zijn moeder was Fujiwara no Sawako.
Kōkō had zelf vier keizerlijke hofdames, en 41 kinderen.

## Leven
Kōkō dankte zijn keizerschap grotendeels aan Fujiwara no Mototsune, de eerste kampaku aan het hof van keizer Yozei. Keizer Yozei werd middels een samenzwering van Mototsune en enkele andere hoge figuren aan het hof gedwongen afgezet vanwege zijn psychische stoornis en het feit dat ze hem niet langer in staat achtten te regeren. Kōkō was op dat moment al gouverneur van Hitachi en ceremoniemeester aan het hof (Jibu-kyō, 治部卿) Daar Yōzei nog geen kinderen had ten tijde van zijn afzetting, werd Kōkō aangewezen als nieuwe keizer.
Als keizer liet Kōkō veel oude hofrituelen en ceremonieën die in de loop der jaren in de vergetelheid waren geraakt weer nieuw leven inblazen. Een van deze rituelen was de keizerlijke excursie naar Serikawa, oorspronkelijk ingevoerd in 796 door keizer Kammu.
Kōkō stond erom bekend te houden van de valkenjacht. Hij nam hier dan ook vaak de tijd voor.
Na een regeerperiode van drie jaar stierf Kōkō op 57-jarige leeftijd. Na zijn dood kwam hij ook bekend te staan als "de keizer van Komatsu."
* Regent Jingu staat niet op de traditionele lijst.